# Campanula tatrae
Campanula tatrae là loài thực vật có hoa trong họ Hoa chuông. Loài này được Borbás mô tả khoa học đầu tiên năm 1902.